# Xã Bellevue, Quận Washington, Missouri
Xã Bellevue (tiếng Anh: Bellevue Township) là một xã thuộc quận Washington, tiểu bang Missouri, Hoa Kỳ. Năm 2010, dân số của xã này là 994 người.